# Molène à feuilles sinuées
Verbascum sinuatum
Espèce
Classification APG III (2009)
Statut de conservation UICN

 LC  : Préoccupation mineure
La Molène à feuilles sinuées (Verbascum sinuatum) est une plante herbacée de la famille des Scrofulariacées qui pousse en milieu méditerranéen.

## Description
Parmi les molènes, elle se caractérise par des feuilles basales sinuées, c’est-à-dire aux bords ondulés. Les fleurs sont jaune soufre avec des étamines violettes.

### Caractéristiques
Organes reproducteurs
- Couleur dominante des fleurs : jaune
- Période de floraison : juillet-octobre
- Inflorescence : épi simple
- Sexualité : hermaphrodite
- Ordre de maturation : homogame
- Pollinisation : entomogame

Graine
- Fruit : capsule
- Dissémination : épizoochore

Habitat et répartition
- Habitat type : friches vivaces xérophiles, méditerranéennes
- Aire de répartition : méditerranéen

Données d'après : Julve, Ph., 1998 ff. - Baseflor. Index botanique, écologique et chorologique de la flore de France. Version : 23 avril 2004.

## Interactions écologiques

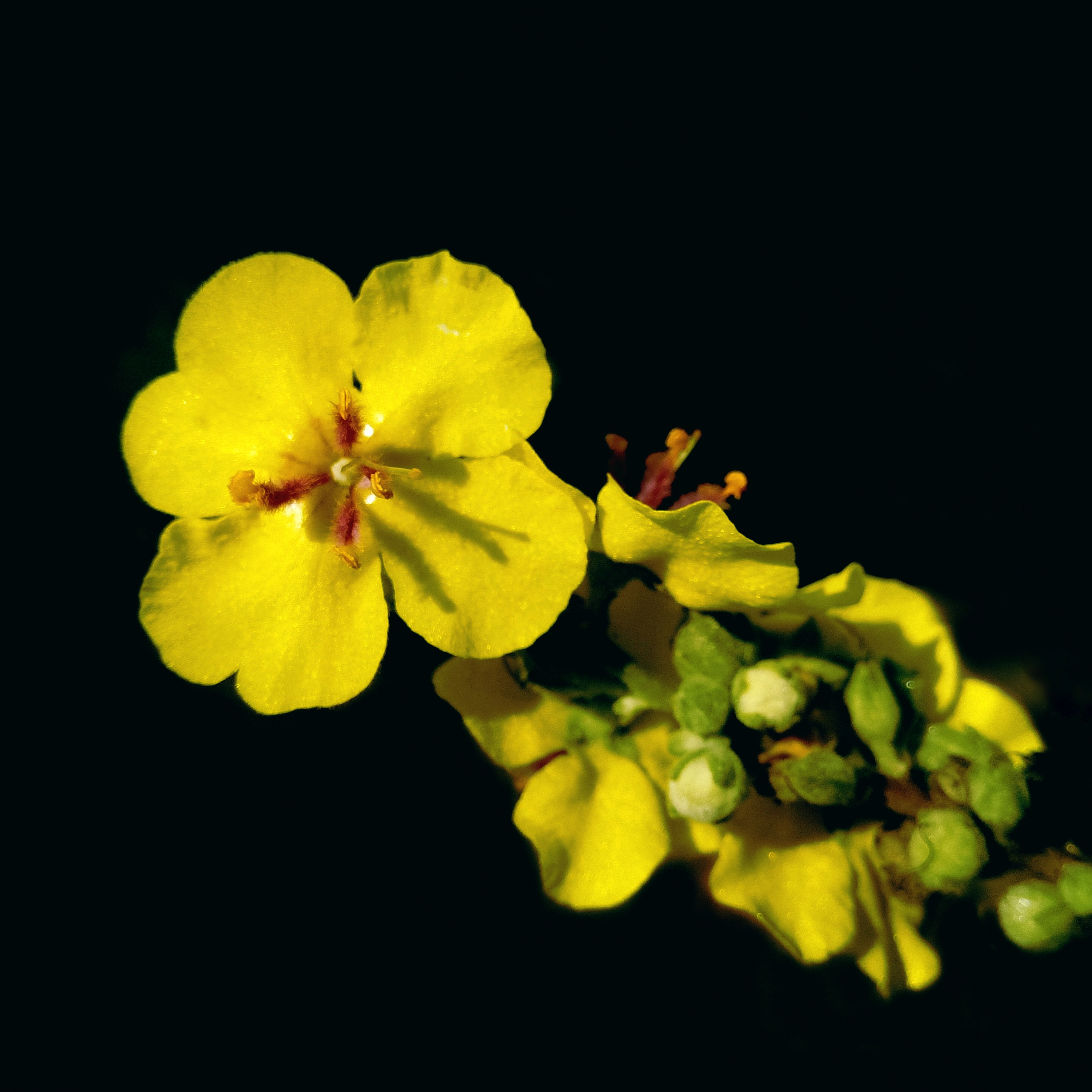
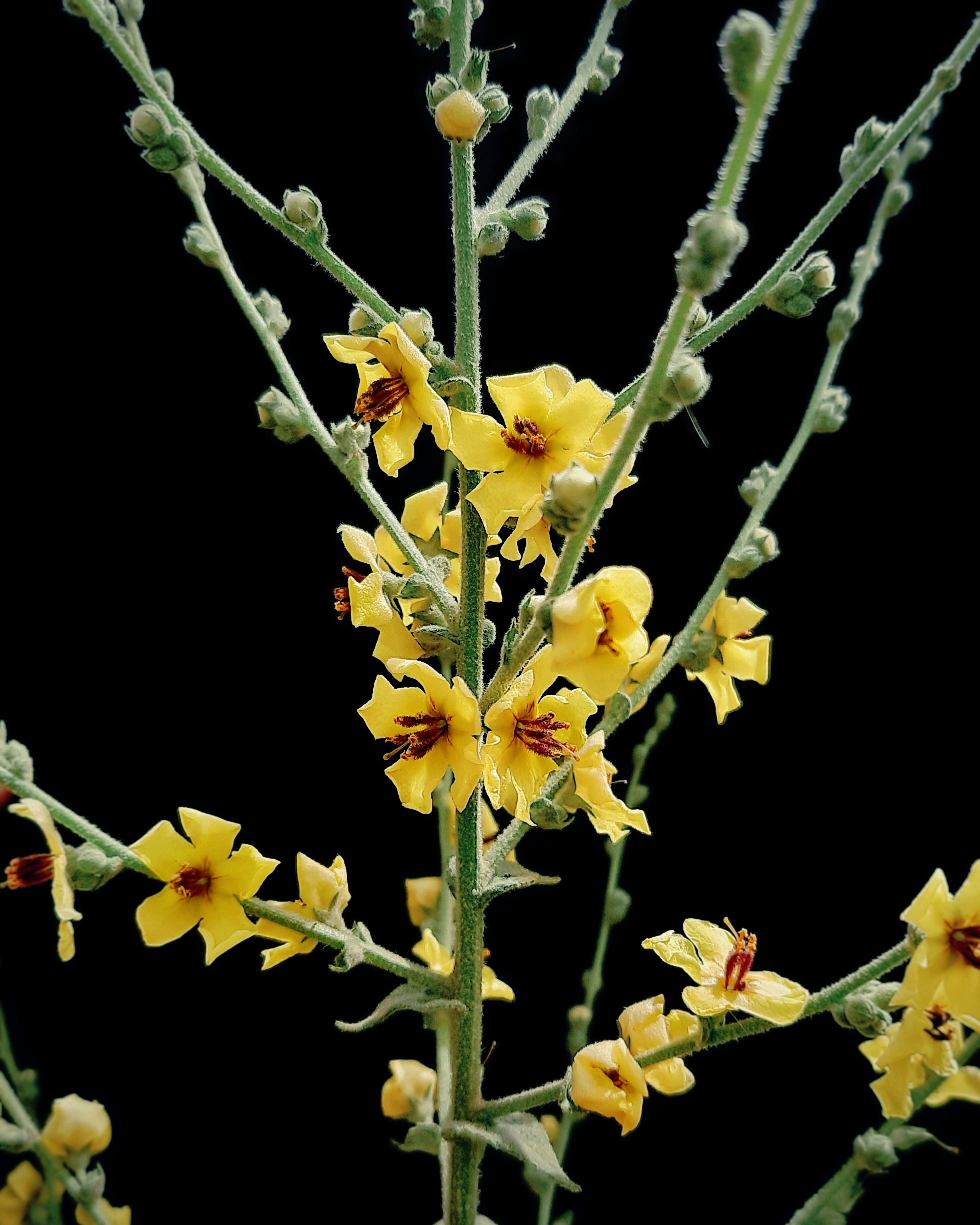
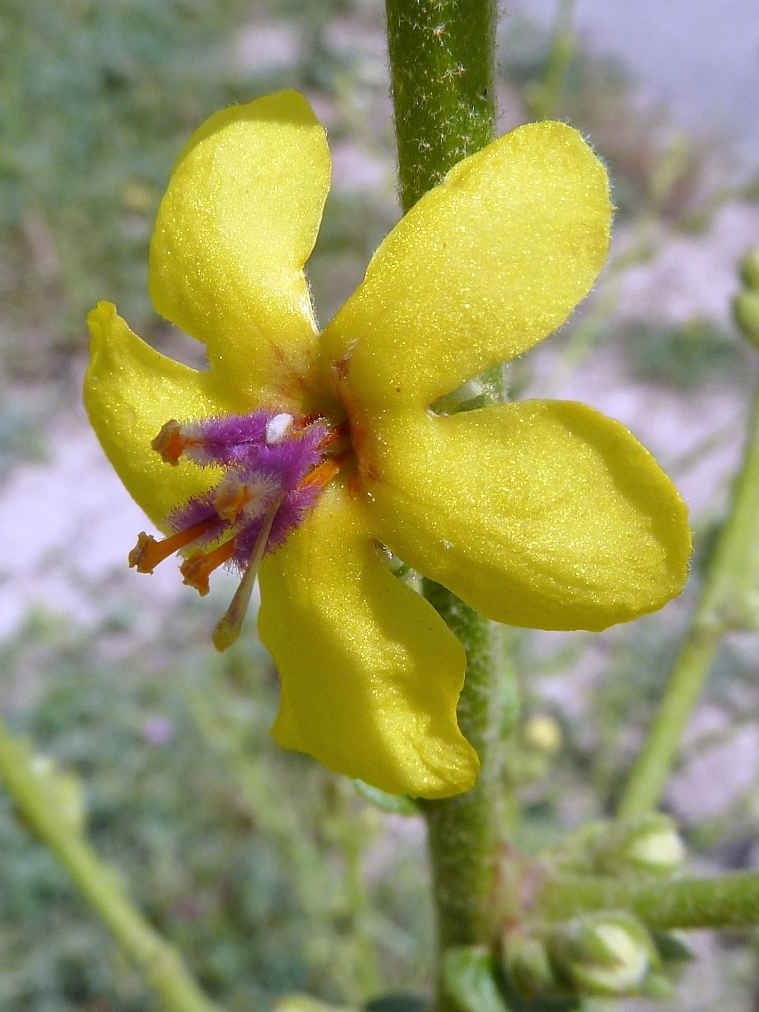
Fleur
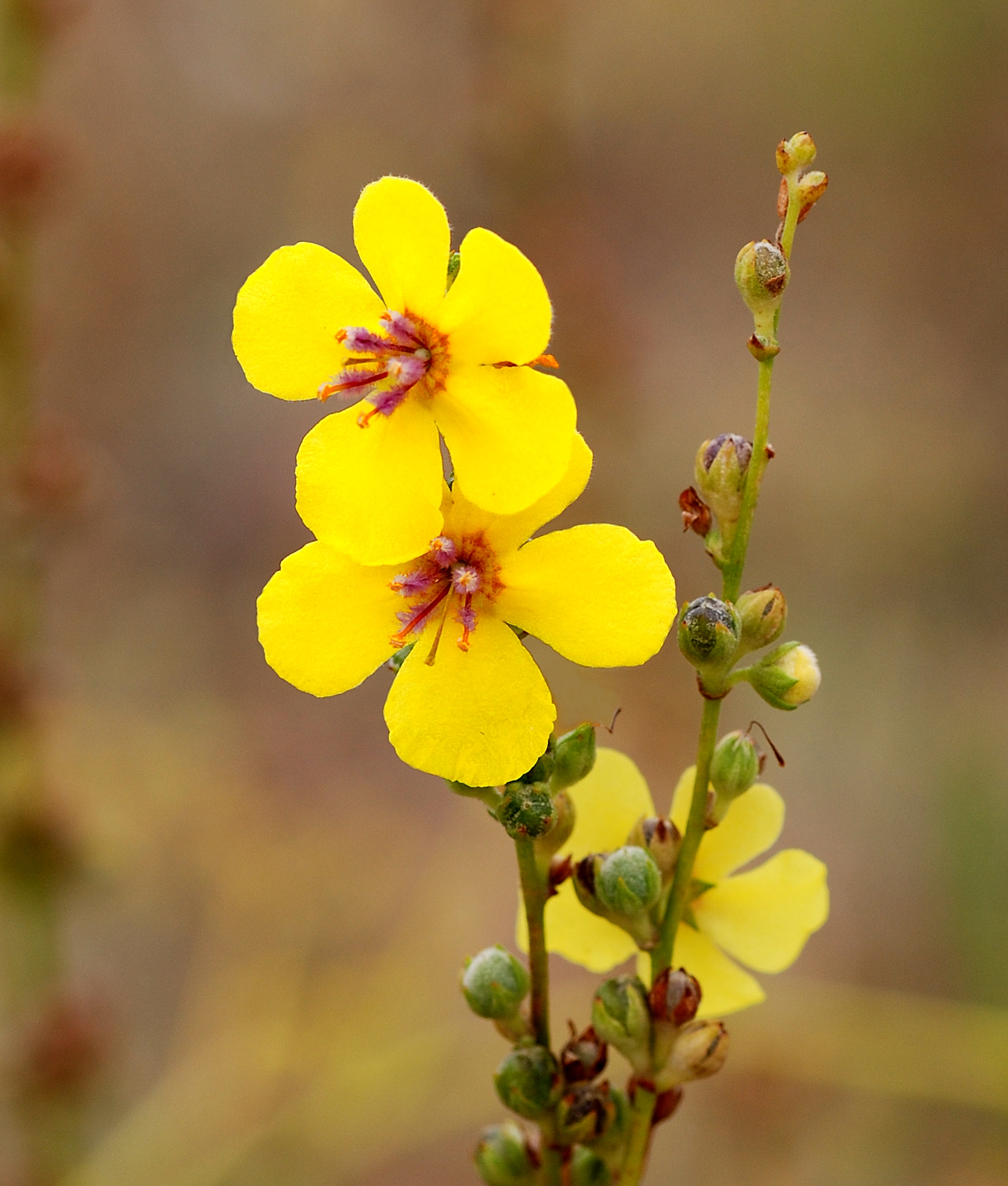
Fleurs et boutons.

La Molène à feuilles sinueuses est parasitée par de nombreux charançons.

### Parasites
L'espèce qui se rencontre au début de la floraison est Gymnetron tetrum. Ces coléoptères charançons pondent dans les fleurs, les œufs évoluent en larves lesquelles s'alimentent du pollen et des graines en formation dans les capsules. Le cycle dure trois semaines. En septembre, les derniers contingents s'abritent et ne sortiront plus qu'au printemps suivant.

### Parasitoïdes
Des insectes parasitoïdes hyménoptères sont attirés par les capsules parasitées. Ce sont :
- un Eupelmidae : Eupelmus confusus,
- des Eurytomidae : Eurytoma sp. et E. spp.,
- un Pteromalidae : Pteromalus albipennis,
- un Eulophidae : Baryscaphus sp..

Les parasitoïdes (sauf Eulophidae) s'intéressent à la mouche de l'olive. La molène sinueuse vient bien dans les oliveraies. Il convient d'en conserver quelques pieds.

## Statuts de protection, menaces
L'espèce n'est pas encore évaluée à l'échelle mondiale et européenne par l'UICN. En France elle est classée comme non préoccupante .

## Sources